# Клюсек (Ґостинінський повіт)
Клюсек (пол. Klusek) — село в Польщі, у гміні Гостинін Ґостинінського повіту Мазовецького воєводства.
Населення — 170 осіб (2011).
У 1975-1998 роках село належало до Плоцького воєводства.

## Демографія
Демографічна структура станом на 31 березня 2011 року:
|          | Загалом | Допрацездатний вік | Працездатний вік | Постпрацездатний вік |
| -------- | ------- | ------------------ | ---------------- | -------------------- |
| Чоловіки | 88      | 21                 | 56               | 11                   |
| Жінки    | 82      | 16                 | 47               | 19                   |
| Разом    | 170     | 37                 | 103              | 30                   |